# Ekonomisk karta

Umeå på Lantmäteriets Ekonomiska kartan (1959)

En ekonomisk karta är en karta som visar egendomarnas utsträckning (fastigheterna) och hur marken utnyttjas, till exempel för olika typer av jordbruk och för transporter (vägar och järnvägar).

## Ekonomisk karta i Sverige
De första ekonomiska kartorna i Sverige utgavs häradsvis 1860–1912 av Rikets ekonomiska kartverk i skala 1:50 000 och hann täcka åtta län. Vid sammanslagningen 1894 övertogs utgivningen av Rikets allmänna kartverk. Kartan är i allmänhet känd som "Häradsekonomiska kartan". 1911–1936 utgavs ekonomiska kartan i skala 1:20 000 och fastighetsgränser infördes. 1935 infördes flygfoton som grund för kartan och skalan ökades till 1:10 000. Det dröjde dock till 1947 innan utgivningen fick större fart. Från 1965 började man även utge ekonomiska kartor över Norrland, här i skala 1:20 000.
I början av 1970-talet ersattes efterhand de äldre kartorna med en ny utgåva, från 1985 kallad "Gula kartan" och vanligen utgiven i skala 1:20.000.
Lantmäteriets karta "Ekonomiska kartan", eller "Ekan" slutade framställas 1978 och räknas idag till historiska kartor. Ekonomiska kartan efterträddes 2000 av Lantmäteriets Fastighetskarta.